# Sainte-Laguëova metoda
Sainte-Laguëova metoda (nebo též Sainte-Laguëoův dělitel) je jednou z metod volebního dělitele používaných na alokování křesel při poměrném volebním systému. Je velmi podobná d'Hondtově metodě, ale používá jinou řadu čísel. Jde o řadu pouze lichých čísel – 1, 3, 5, 7, 9 atd. Jinak je procedura s rozdělováním mandátů stejná jako u d'Hondtovy metody. Sainte-Laguëova metoda má ale odlišné vlastnosti - je obecně vnímána jako metoda, jejíž výsledek odpovídá poměrnému zastoupení jednotlivých stran lépe než d'Hondtova metoda, která zvýhodňuje větší strany. Naopak se ale může stát, že strana s více než polovinou hlasů dostane méně než polovinu mandátů.
V současné době je Sainte-Laguëova metoda používána v Bosně a Hercegovině, Indonésii, Kosovu, Lotyšsku, na Novém Zélandu, v Německu a částečně v Švýcarsku. Dříve byla používána ve Skandinávii, ale tam byla nahrazena modifikovanou Sainte-Laguëovou metodou. V České republice se tento dělitel používal pro komunální volby, ale později byl nahrazen d'Hondtem.
Existuje několik typů výpočtu pro Sainte-Laguëovu metodu, které se liší způsobem výpočtu, ale všechny vedou ke stejnému výsledku:
- dělitelská metoda se zaokrouhlováním
- metodou volebního dělitele 1, 3, 5 atd.

První způsob je nejúčinnější, druhý oblíbenější. Nevýhodou metody volebního dělitele je, že schematická práce málo přispívá k pochopení procesu. Další nevýhodou je mnoho kroků u voleb s mnoha mandáty.

## Popis

### Popis metody volebního dělitele se zaokrouhlováním
Kolový počet hlasů se odhaduje iterativně, v prvním kole je celkový počet hlasů dělený celkovým počtem mandátů.
Podíl pro každou stranu je počet hlasu strany dělené kolovým počtem hlasů. Počet odhadovaných mandátů v tomto kole je podíl strany zaokrouhlen dolů. Pokud je součet odhadovaných mandátů příliš vysoký, je nový kolový počet {\displaystyle \min _{i}{\bigg \{}{\frac {V_{i}}{s_{i}-0,5}}{\bigg \}}+1}, kde {\displaystyle V_{i}} je počet hlasů a {\displaystyle s_{i}} je odhadovaný počet mandátů pro stranu {\displaystyle i}, které počet odhadovaných mandátu je větší než nula. Pokud je součet odhadovaných mandátů příliš nízký, je nový kolový počet {\displaystyle \max _{i}{\bigg \{}{\frac {V_{i}}{s_{i}+0,5}}{\bigg \}}-1}. Kola se opakují, dokud se součet odhadovaných mandátů neshoduje s počtem mandátů k rozdělení.

#### Příklad
Jako příklad přepočtu získaných hlasů na počet mandátů poslouží volby do Poslanecké sněmovny Parlamentu České republiky z roku 2006 v Libereckém kraji. V tomto kraji bylo rozdělováno 8 mandátů a přepočet se týká jen těch stran, které prošly celostátní uzavírací klauzule. Následující tabulka ukazuje výpočet.
|                     | kolový počet | ODS   | ČSSD  | KSČM  | SZ    | KDU-ČSL | součet mandátů |
| ------------------- | ------------ | ----- | ----- | ----- | ----- | ------- | -------------- |
| hlasy               |              | 83647 | 63181 | 24823 | 20646 | 9131    |                |
| 1. kolo podíl       | 25178,5      | 3,32  | 2,51  | 0,99  | 0,82  | 0,36    |                |
| 1. kolo zaokrouhlen |              | 3     | 3     | 1     | 1     | 0       | 8              |

### Popis metody volebního dělitele
Po sečtení všech hlasů se postupně rozdělí jednotlivé mandáty jednotlivým stranám. Pro každou stranu se spočte kolový počet 
{\displaystyle d={\frac {V}{2s+1}}},
kde:
- {\displaystyle V} je počet hlasů, který dostala daná strana,
- {\displaystyle s} je počet křesel, které dosud obdržela daná strana. Volební dělitel {\displaystyle 2s+1} je 1, 3, 5 atd.

Mandát pak dostane ta ze stran, jejíž hodnota kolového počtu {\displaystyle d} je největší možná. Tento proces se opakuje do té doby, než jsou rozděleny všechny mandáty.

#### Příklad
V tomto příkladu 230 000 voličů rozhoduje o rozdělení osmi mandátů mezi čtyři strany. Počet voličů každé ze stran se dělí 1, potom 3 a 5 (případně, pokud by to bylo nutné, 7, 9, 11...). Osm nejvyšších hodnot, označených hvězdičkou, se pohybuje od 100 000 až do 16,000. Za každou z nich dostane příslušná strana jeden mandát.
Pro porovnání, sloupec "Přesné poměrné zastoupení" ukazuje počet křesel (desetinné číslo), které by strana získala při výpočtu křesel v poměru přesně odpovídajícím počtu hlasů jednotlivým stranám. (Například 100 000/230 000 × 8 = 3.48.)
| kolo (1 mandát za kolo)               | 1         | 2        | 3        | 4        | 5        | 6        | 7        | Získaná křesla (tučně) |
| ------------------------------------- | --------- | -------- | -------- | -------- | -------- | -------- | -------- | ---------------------- |
| kolový počet strany A mandáty po kole | 100 000 1 | 33 333 1 | 33 333 2 | 20 000 2 | 20 000 2 | 20 000 3 | 14 286 3 | 3                      |
| kolový počet strany B mandáty po kole | 80 000 0  | 80 000 1 | 26 667 1 | 26 667 1 | 26 667 2 | 16 000 2 | 16 000 3 | 3                      |
| kolový počet strany C mandáty po kole | 30 000 0  | 30 000 0 | 30 000 0 | 30 000 1 | 10 000 1 | 10 000 1 | 10 000 1 | 1                      |
| kolový počet strany D mandáty po kole | 20 000 0  | 20 000 0 | 20 000 0 | 20 000 0 | 20 000 0 | 20 000 1 | 6 667 1  | 1                      |

Tabulka dole ukazuje jednoduchý způsob, jak provést výpočet:
| Jmenovatel | /1        | /3        | /5        | Získaná křesla (*) | Přesné poměrné zastoupení |
| ---------- | --------- | --------- | --------- | ------------------ | ------------------------- |
| Strana A   | 100 000*  | 33 333*   | 20 000*   | 3                  | 3,5                       |
| Strana B   | 80 000*   | 26 667*   | 16 000*   | 3                  | 2,8                       |
| Strana C   | 30 000*   | 10 000    | 6 000     | 1                  | 1,0                       |
| Strana D   | 20 000*   | 6 667     | 4 000     | 1                  | 0,7                       |
| Dohromady  | Dohromady | Dohromady | Dohromady | 8                  | 8                         |

Pokud bychom stejný výpočet provedli pomocí D'Hondtovy metody, tak strana A získá čtyři mandáty a strana D žádný, což ukazuje zvýhodňování velkých stran touto metodou.